# Michalinek (Białoruś)
Michalinek (biał. Міхалінак; ros. Михалинок) – wieś na Białorusi, w obwodzie brzeskim, w rejonie bereskim, w sielsowiecie Międzylesie. Miejscowość obejmuje także dawną wieś Czerneczyna.
W dwudziestoleciu międzywojennym Michalinek i Czerneczyna, będące dwiema osobnymi wsiami, leżały w Polsce, w województwie poleskim, w powiecie prużańskim.